# بابای زرنگ
بابای زرنگ (انگلیسی: Outwitting Dad) یک فیلم کمدی کوتاه آمریکایی است که در سال ۱۹۱۴ منتشر شد. از بازیگران این فیلم می‌توان به بیلی باورز، اولیور هاردی و ریموند مک‌کی اشاره کرد.
در این فیلم اولیور هاردی برای اولین بار در سینما ایفای نقش می‌کند.